# Sherwana Football Club
O Sherwana Football Club é um clube de futebol com sede em Suleimânia, no Curdistão Iraquiano.
Foi fundado em 1992 e, atualmente, disputa o Campeonato Curdistanês de Futebol.